# Sveriges U/21-fodboldlandshold
Sveriges U/21-fodboldlandshold består af svenske fodboldspillere, som er under 21 år og administreres af Svenska Fotbollförbundet (SvFF).

## Trænere
- Tord Grip (1979–1980)
- Benny Lennartsson (1980–1985)
- Nisse Andersson (1987–1990)
- Lars Lagerbäck (1990–1995)
- Nisse Andersson (1992, midlertidig)
- Tommy Söderberg (1995–1997)
- Lars Olof Mattsson (1998–1999)
- Göran Göransson (2000–2001)
- Torbjörn Nilsson ass. tig Fredriksson (2002–2004)
- Tommy Söderberg og Jörgen Lennartsson (2004–2010)
- Tommy Söderberg og Håkan Ericson (2011–2013)
- Håkan Ericson og ass. Andreas Pettersson (2014–2017)
- Roland Nilsson og ass. Andreas Pettersson (2017–)